# Ascocenda
× Ascocenda, (abreviado Ascda) en el comercio,  es un híbrido intergenérico entre los géneros de orquídeas Ascocentrum y Vanda (Asctm × V). Fue descrita en Orchid Rev. 57: 172 (1949).
Las especies × Ascocenda son comunes en el cultivo con numerosos cultivares y, a menudo combinan el gran tamaño de la flor de las Vanda con el color  de los Ascocentrum.
La mayoría encuentra su origen en Tailandia, Birmania, India y Filipinas.
Son plantas perennes epífitas con un hojas estrechas, oviformes. La inflorescencia es un racimo axilar con 6-8 flores abiertas. Florecen dos o a veces tres veces al año con flores de larga duración. Las flores son de colores brillantes, a menudo superpuestas con colores contrastantes.